# Hilyotrogus iridipennis
Hilyotrogus iridipennis är en skalbaggsart som beskrevs av Leon Fairmaire 1886. Hilyotrogus iridipennis ingår i släktet Hilyotrogus och familjen Melolonthidae. Inga underarter finns listade i Catalogue of Life.